# Алексеев, Владимир Романович
Влади́мир Рома́нович Алексе́ев (род. 17 августа 1933, Омск) — географ-мерзлотовед, доктор географических наук, профессор, главный научный сотрудник Института мерзлотоведения, член-корреспондент Академии водного хозяйства, почётный член Русского географического общества, заслуженный деятель науки Российской Федерации. Основная научная деятельность связана с исследованием снежных лавин, наледей, вечной и сезонной мерзлоты, относящихся к разряду особо опасных криогенных явлений.

## Биография
Родился в Омске 17 августа 1933 года. Среднее образование получил в Чульманской неполной средней школе (Якутия), а затем в Соловьёвской средней школе (Амурская область), которую окончил в 1950 году.
По окончании школы с 1950 по 1953 год работал учителем в Чульманской школе. Получив образование в Благовещенском педагогическом институте (естественно-географический факультет), в 1958—1959 годах работал в Амурском областном краеведческом музее, заведуя отделом фондов и отделом природы. С апреля 1959 года работал лаборантом, а позднее младшим научным сотрудником на Алданской научно-исследовательской станции Института мерзлотоведения АН СССР (посёлок Чульман). А в 1965 году его перевели на работу в посёлок Чернышевский на Вилюйскую научно-исследовательскую станцию Института мерзлотоведения СО АН СССР.
В 1966 году в Якутске состоялась защита кандидатской диссертации «Геокриологические условия Алданского нагорья и хребта Станового». После защиты, пройдя по конкурсу, принят на должность старшего научного сотрудника) в Институт географии Сибири и Дальнего Востока АН СССР (Ируктск). С 1975 по 1983 годы возглавлял в этом институте Лабораторию прикладных исследований в зоне БАМ, а с 1983 по 1993 годы руководил отделом гляциологии.
В 1982 году в Москве состоялась защита докторской диссертации «Наледи как форма оледенения». Защита проходила в Институте географии АН СССР по специальности «Гидрология суши, водные ресурсы». Из-за реорганизации отдела гляциологии стал главным научным сотрудником лаборатории комплексной физической географии.
В 2010 году вновь работает в Институте мерзлотоведения им. П. И. Мельникова СО РАН в должности главного научного сотрудника лаборатории инженерного мерзлотоведения.
По сообщению Института мерзлотоведения, Алексеев «состоял членом Секции гляциологии Междуведомственного геофизического комитета при Президиуме АН СССР (и председателем подсекции наледей), членом докторских диссертационных советов при Институте географии СО РАН (специальности 11.00.01 — гидрология суши, водные ресурсы, гидрохимия; 11.00.01 — физическая география, геофизика, геохимия ландшафтов), при Институте земной коры СО РАН (специальность 04.00.07 — инженерная геология, грунтоведение и мерзлотоведение), членом редакционной коллегии академического сборника „Материалы гляциологических исследований“ (Москва), член редакционного совета научно-популярного журнала „Холод`ОК“ (Тюмень)».
По данным Института мерзлотоведения, Алексеев «является членом докторского Диссертационного совета Д 003.25.01 при Институте мерзлотоведения СО РАН (специальность 04.00.07 — инженерная геология, мерзлотоведение и грунтоведение), членом редакционной коллегии журнала „Лед и снег“, членом редакционного совета журнала „Криосфера Земли“ (Новосибирск), членом редакционной коллегии серии „Выдающиеся географы Сибири“ (Иркутск)».
В 2020 году указом Президента Российской федерации Алексееву присвоено звание «Заслуженный деятель науки Российской Федерации».

## Научная деятельность
Научные интересы Алексеева связаны с физической географией, гидрологией суши, геоботаникой, гляциологией, мерзлотоведением, геоэкологией, перигляциальной морфологией, историей географических исследований Сибири и Дальнего Востока.
Будучи научным сотрудником Алданской научно-исследовательской станции Института мерзлотоведения АН СССР, своё первое серьёзное исследование Алексеев посвятил изучению наледей. Позднее он занялся исследованием геокриологических условий Южной Якутии, посвятив этой теме кандидатскую диссертацию. После защиты, уже работая в Институте географии СО АН СССР, он много лет изучал «снежные лавины, криогенные формы рельефа, состав и строение покровных отложений гор Восточной Сибири». Результатом его исследований был вывод о генетическом единстве массовых обрушений снега, льда и горных пород. Такой вывод привёл к корректировке существующих классификаций снежных лавин с выделением новых типов и разновидностей лавинных образований.
С 1973 года Алексеев начинает уделять большое внимание наледной тематике. Благодаря его усилиям наледи стали «особым» объектом гляциосферы Земли, а их исследование приобрело «системный и координированный характер». Заслугой Алексеева была организация на севере Забайкалья, в зоне БАМа и горах Восточного Саяна наледных полигонов, которые функционировали на постоянной основе.
Защита в 1982 году докторской диссертации на тему «Наледи как форма оледенения» стала началом серьёзного исследования, которое, по мнению специалистов, заложило «основы нового фундаментального научного направления в криологии Земли — наледеведения».
В последующие годы Алексеев существенно расширил тематику своих исследований. Его заинтересовали проблемы природопользования в криолитозоне, вопросы взаимного влияния различных форм оледенения. Он начинает заниматься разработкой теоретических и информационных основ криологии Земли, применением ГИС-технологий в научных исследованиях.
Алексееву принадлежит инициатива создания отечественного толкового словаря по мерзлотоведению. Он — один из основных авторов первого в мире Гляциологического словаря, который вышел в свет в 1984 году под редакцией академика В. М. Котлякова.

### Основные публикации
- Алексеев, В. Р. О принципах построения и содержании комплексных геокриологических карт / В. Р. Алексеев // Материалы VIII междуведомственного совещания по геокриологии (мерзлотоведению). Вып. 2.Общая теоретическая и региональная геокриология. — Якутск : ИМЗ СОАН СССР, 1966. — С. 56-64.
- Алексеев, В. Р. Закономерности распространения многолетнемерзлых горных пород на юго-востоке Сибирской платформы / В. Р. Алексеев // Геокриологические условия Забайкалья и Прибайкалья. — М.: Наука, 1967. — С. 117—123.
- Алексеев, В. Р. Пещерные льды Южной Сибири / В. Р. Алексеев, В. И. Беляк // Вестник Моск. ун-та. — 1970. — № 1. — С. 59-65.
- Алексеев, В. Р. Орографическая температурная инверсия воздуха в Восточной Сибири и её роль в формировании многолетнемерзлых горных пород / В. Р. Алексеев, Г. Н. Философов // Тепловой и водный режим некоторых районов Сибири. — Л.: Наука, 1970. — С. 102—107.
- Алексеев, В. Р. Оценка лавинной опасности хребта Удокан / В. Р. Алексеев, А. Т. Напрасников // Сибирский геогр. сб. — Л.: Наука, 1971. — № 7. — С. 63-110.
- Алексеев, В. Р. Наледи Сибири и Дальнего Востока / В. Р. Алексеев // Сибирский геогр. сб. — Новосибирск : Наука, 1974. — № 8. — С. 5-68.
- Алексеев, В. Р. Теория наледных процессов. Инженерно-географические аспекты / В. Р. Алексеев, Н. Ф. Савко. — М.: Наука, 1975. — 204 с.
- Алексеев, В. Р. Наледи Лено-Амурского междуречья / В. Р. Алексеев // Сибирский географический сборник. — Новосибирск: Наука, 1975. — № 10. — С. 46-127.
- Алексеев, В. Р. Наледи и сток / В. Р. Алексеев, М. Ш. Фурман. — Новосибирск: Наука, 1976. — 118 с.
- Алексеев, В. Р. Наледи и наледные процессы. Вопросы терминологии и классификации / В. Р. Алексеев. — Новосибирск : Наука, 1978. — 188 с.
- Алексеев, В. Р. Полевые исследования наледей / В. Р. Алексеев, Б. Л. Соколов. — Л.: Гидрометеоиздат, 1980. — 152 с.
- Алексеев В. Р. Гляциологический словарь / В. Р. Алексеев [и др.]. — Л. : Гидрометеоиздат, 1984. — 528 с.
- Алексеев, В. Р. Наледи / В. Р. Алексеев. — Новосибирск : Наука, 1987. — 260 с.
- Алексеев, В. Р. Наледеведение — приоритетное направление географических исследований / В. Р. Алексеев // География и природные ресурсы. — 1989. — № 4. — С. 29-34.
- Алексеев, В. Р. Удокан — Чара — Кодар. Информационные ресур¬сы для решения проблем освоения территории / В. Р. Алексеев. — Иркутск: Изд-во ИГ СО РАН, 1998. — 114 с.
- Алексеев, В. Р. Экологический атлас Республики Саха (Якутия) / В. Р. Алексеев // Региональный экологический атлас (концепция, проблематика, научное содержание). — Новосибирск : Изд-во СО РАН, 1998. — С. 278—292.
- Алексеев, В. Р. Геокриологический мониторинг на железнодо¬рожном транспорте : методические указания / В. Р. Алексеев, Р. М. Каменский, А. В. Самохин. — Иркутск: Изд-во Института географии СО РАН, 1999. — 53 с.
- Алексеев, В. Р. Инженерная геокриология, гляциология и ледотехника. Фундаментальные источники информации на русском языке (Приложение к компьютерной информационно-поисковой системе «Ice and Permafrost engineering») / В. Р. Алексеев. — Якутск: Изд-во Института мерзлотоведения СО РАН, 2004. — 186 с.
- Алексеев, В. Р. Ландшафтная индикация наледных явлений / В. Р. Алексеев. — Новосибирск : Наука, 2005. — 364 с.
- Алексеев, В. Р. Наледеведение : словарь-справочник / В. Р. Алек¬сеев. — Новосибирск : Изд-во СО РАН, 2007. — 438 с.
- Алексеев, В. Р. Криология Сибири: избранные труды / В. Р. Алек¬сеев. — Новосибирск : Академическое изд-во «Гео», 2008. — 483 с.
- Алексеев, В. Р. В краю вечного холода. Записки географа-мерзлотоведа / В. Р. Алексеев. — Новосибирск: Академическое изд-во «Гео», 2010. — 393 с.
- Алексеев, В. Р. Мы живем на вечной мерзлоте / В. Р. Алексеев. — Якутск: Изд-во Института мерзлотоведения СО РАН. — Якутск, 2011. — 36 + 36 с. (на русском и английском языках).
- Алексеев, В. Р. Криогенные строительные материалы / В. Р. Алексеев, Р. В. Чжан. — Якутск: Изд-во Института мерзлотоведения СО РАН, Якутск, 2011. — 66 с.
- Alekseev V. R. Causes and Factors of Ground-Ice formation / V. R. Alekseev // Soviet Geography : review and translation. — New York, 1974.- September. — Vol. XV, № 7. — Р. 395—407.
- Alekseev, V. R. Rotation of water and energy in the permafrost zone (study state and problems) / V. R. Alekseev // Energy and water cycles in Sibi-rea and GAME. — Japan, 1995. — Р. 14-15.
- Alekseev, V. R. Chara as the experimental poligon-basin for studying of water and power cycles in congelation zone / V. R. Alekseev // The Third International Study Conference on GEWEX in Asia and GAME. Seogwipo. 26th — 28th Marth. — Cheju, Korea, 1997. — Р. 52-53.
- Alekseev, V. R. Progector the Ecological Atlas of the Permafrost Zone (Republic of Sacha/Yakutia) / V. R. Alekseev // ISCORD — 97. Prosee-dings of the Fifth Internationel Symposium on Cold Region Development. — Anchorage, Alaska, USA, 1997. — Р. 373—376.
- Alekseev, V. R. Water and Heat cycles in congelation. Mountain tay-ga aspect / V. R. Alekseev // Rhythms of Natural processes in the Earth Cryo-sphere (12-15 Vay, 2000). — Pushchino: Consolidated Scientifc Council on Earth Cryology, 2000. — Р. 217—218.
- Alekseev, V. R. Water and Heat cycles in congelation. Mountain tay-ga aspect / V. R. Alekseev // Rhythms of Natural processes in the Earth Cryo-sphere (12-15 Vay, 2000). — Pushchino: Consolidated Scientifc Council on Earth Cryology, 2000. — Р. 217—218.
- Alekseev, V. R. Information resources in Engineering Cryology (A Russien-language Version) / V. R. Alekseev, R. M. Kamensky // Pernafrost Engineering : Fifth International Symposium (2-4 September, Yakutsk, Russia). Proceedings. — Yakutsk : Permafrost Institute SB RAS Press, 2002. — Vol. 1. — P. 119—124.
- Alekseev, V. R. Frozen Ground in Asia and Stability of Engineering Struktures (Криолитозона Азии и устойчивость инженерных сооружений) / V. R. Alekseev // Asian Conference on Permafrost. — Lanzou, China. — Au¬gust, 7-8, 2006. — P. 4-6.
- Alekseev, V. R. Melt water as a cryogenic resource of the planet /V. R. Alekseev // Geography and Natural Resources. — 2012. — Vol. 33. -№ 1. — P. 19-25